# Fonte de Apolo

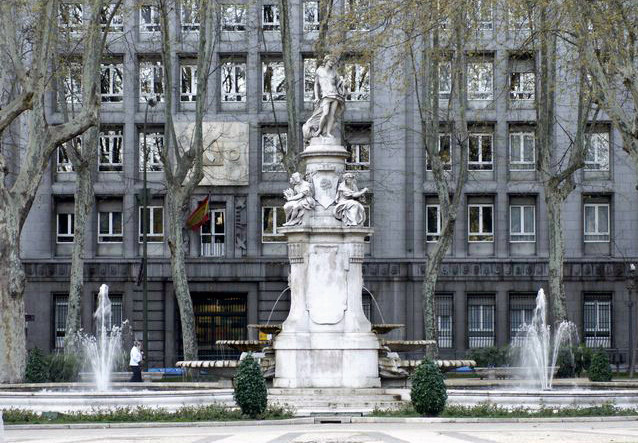

A fonte de Apólo, também conhecida como a fonte das Quatro Estações é uma fonte na cidade de Madrid, na Espanha. Está situada no Paseo del Prado, e ocupa o centro do chamado Salón del Prado. Foi desenhada por Ventura Rodríguez, à semelhança das fontes de Cibeles e Neptuno.